# Gazmend Oketa

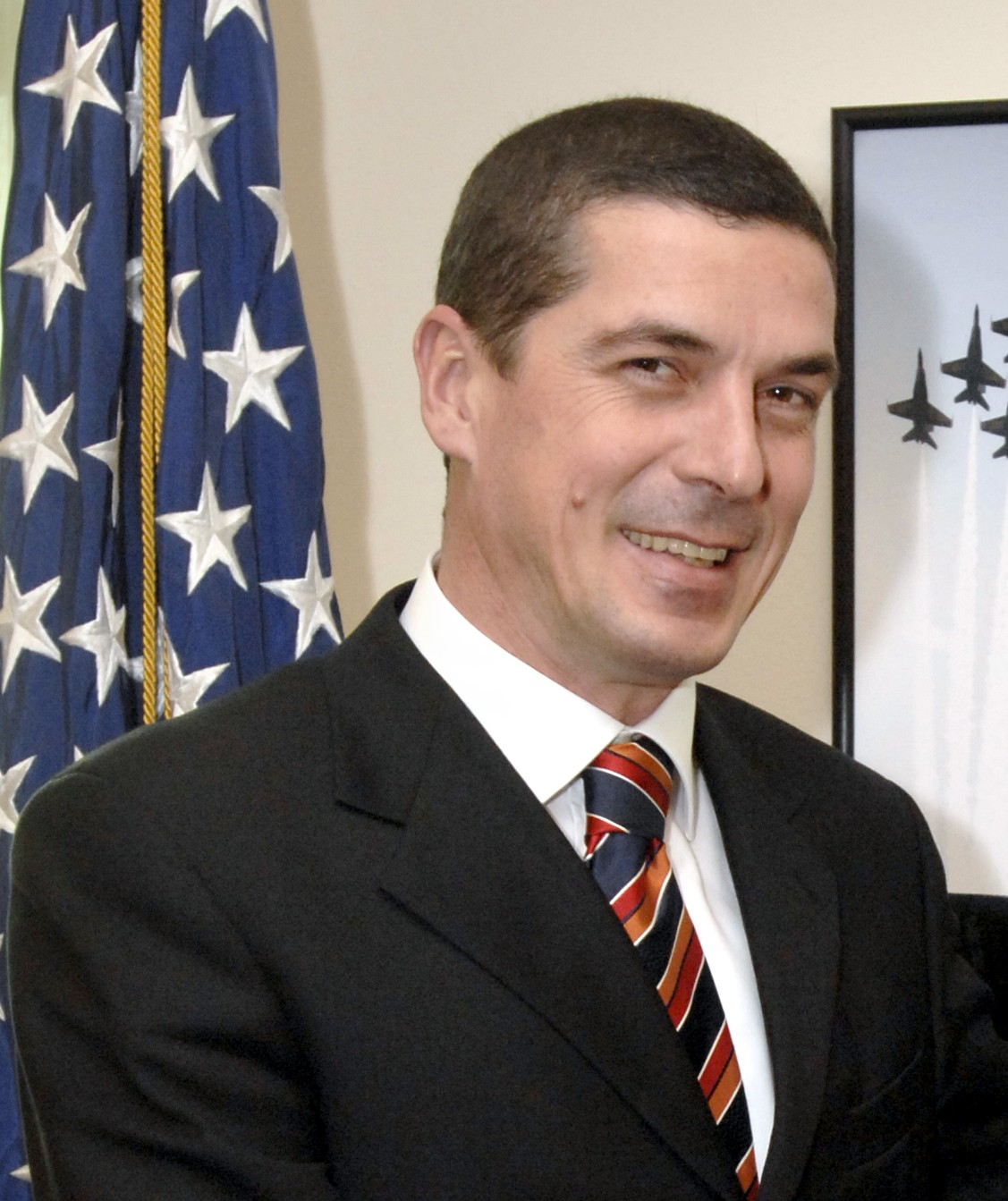
Gazmend Oketa (2008)

Gazmend Nuri Oketa (* 14. Dezember 1968 in Durrës) ist ein albanischer Politiker vom Neuen Demokratischen Wind (FRD) und Generalsekretär dieser Partei.

## Werdegang
Zwischen dem 22. März 2008 und dem 17. September 2009 war er Verteidigungsminister Albaniens im Kabinett Berisha I. Er folgte auf Fatmir Mediu, der nach den Munitions-Explosionen von Gërdec seinen Rücktritt bekannt gegeben hatte, musste jedoch schon ein Jahr später seinen Posten an Arben Imami abgeben, als Ministerpräsident Sali Berisha nach den Parlamentswahlen im Juni 2009 die Regierung neu bildete.
Oketa studierte an der Polytechnischen Universität Tirana im Bereich Bauingenieurwesen. An der Universität Siegen absolvierte er einen Nachdiplomlehrgang.
Gazmend Oketa wurde als Kandidat der Demokratischen Partei Albaniens (PD) im Jahr 2003 in den Stadtrat von Durrës gewählt. Zwischen 2004 und 2012 war er Vize-Präsident der PD in der Sektion Durrës. Oketa war Abgeordneter der PD im Albanischen Parlament.
Im April 2012 gründete er mit weiteren Parteikollegen aus der PD den Neuen Demokratischen Wind, dem der ehemalige Staatspräsident Bamir Topi später beitrat. Oketa wurde im November 2012 Generalsekretär, Topi Parteivorsitzender.